# 小雷舍蒂利夫卡
49°47′39″N 33°46′24″E / 49.79417°N 33.77333°E
小雷舍蒂利夫卡（羅馬化：Mala Reshetylivka）是位於烏克蘭中部的村莊，由波爾塔瓦州米爾霍羅德區的大巴哈奇卡市鎮負責管轄。該村處於普肖爾河左岸，距離扎通1.5公里，面積0.51平方公里，2001年人口94。